# 마운령 진흥왕 순수비
마운령 진흥왕 순수비(磨雲嶺眞興王巡狩碑)는 함경남도 리원군의 마운령에 서 있었다.

## 역사
마운령 진흥왕 순수비는 16세기 말에 발견되어 17세기 초 한백겸이 《동국지리지》에 고려 윤관의 비로 소개하였으나, 1929년에 최남선이 함경남도 이원군 마운령 만덕산 산중에 파묻혀 있던 것을 찾아낸 후 진흥왕 순수비라는 사실을 고증하였다. 지금은 함흥시 사포구역 소나무동에 있는 함흥본궁 뜰안에 옮겨놓았다.
비석은 화강석으로 네모나게 다듬어서 만들었는데 비몸돌의 높이는 1.36m, 너비는 45cm, 두께는 30cm이며, 갓돌은 배집형식으로 되어 있다. 비에는 앞면에 26자씩 10줄, 뒷면에 25자씩 8줄, 모두 415자의 글이 새겨져 있다. 앞에서 10자, 뒤에서 19자가 깎여 없어졌거나 잘 보이지 않는데 “황초령 순수비”에 의하면 앞의 10자 가운데 7자까지는 알 수 있으므로 결국 393자를 읽을 수 있다. 글씨체는 해서체이다.
비문에는 진흥왕의 업적과, 변방을 돌아보는 목적, 그리고 비를 세우게 된 연유 등이 적혀 있고, 마지막 부분에는 왕을 따라갔던 사람들의 출신과 벼슬, 이름이 새겨져 있다. 이 비는 지금 있는 진흥왕 순수비 가운데서 비문이 제일 많이 남아 있는 것으로 알려져 있다. 신라 제24대 왕인 진흥왕이 568년 8월에 이곳을 돌아보고 간 것을 기념하여 세운 이 비는 당시의 역사와 서예, 이두문 연구에 귀중한 자료가 되고 있다.

## 배경
본래 함경남도 이원군 동면 운시산(雲施山, 속칭 萬德山) 봉우리 아래에 있었다. 지금은 북한 함경남도 함흥시 사포구역 소나무동에 위치한 함흥 본궁(本宮) 본관(本館)에 보관되어 있다. 일찍부터 학자들이 주목해 한백겸(韓百謙)·김정희(金正喜) 등이 언급했으나 뚜렷한 근거를 제시하지는 못했고, 다만 현지에 살던 강필동(姜必東)이 약간의 기록을 남겼을 뿐이었다.
그러던 중 1929년 9월에 전적(典籍)조사 일로 현지에 출장나가 있던 최남선(崔南善)이 현지 유지들의 협력을 얻어 본격적으로 조사해 학계에 소개하면서부터 널리 알려지게 되었다. 비의 재질은 화강암으로 높이 165cm, 너비 65cm, 두께 약 30cm이며, 앞면에는 10행에 행마다 26자, 뒷면에는 8행에 행마다 25자가 각기 새겨져 있다. 마멸이 비교적 심하지 않아 대부분의 글자를 판독할 수 있다.

## 같이 보기
- 북한산 신라 진흥왕 순수비
- 황초령 진흥왕 순수비
- 창녕 신라 진흥왕 척경비

## 참고 자료
- 「고대로부터의 통신」, 진흥왕 순수비, 한국역사연구회 고대사 분과 저, 푸른역사(2004년, 230~239p)